# Hopiumforthemasses
| Совокупная оценка  | Совокупная оценка |
| Источник           | Оценка            |
| ------------------ | ----------------- |
| Metacritic         | 64/100            |
| Оценки критиков    |                   |
| Источник           | Оценка            |
| Blabbermouth       | 7,5/10            |
| Classic Rock       | [ 3 ]             |
| Kerrang!           | 2/5               |
| Metal Hammer       | [ 5 ]             |
| New Noise Magazine | [ 6 ]             |
| Rock Hard          | 8,5/10            |
| Sputnikmusic       | 3,0/5             |

Hopiumforthemasses (стилизованное написание Hopium for the Masses) — шестнадцатый студийный альбом американской индастриал-метал-группы Ministry, выпущенный 1 марта 2024 года. Это первый релиз группы с момента выхода альбома 2021 года Moral Hygiene. Как и в предыдущем альбоме, в нём принял участие бывший вокалист Dead Kennedys Джелло Биафра.

## Список композиций
Автор всех песен — Эл Йоргенсен, кроме отмеченной:
| №                   | Название                          | Автор(ы)                  | Длительность |
| ------------------- | --------------------------------- | ------------------------- | ------------ |
| 1.                  | «B.D.E.»                          |                           | 4:28         |
| 2.                  | «Goddamn White Trash»             |                           | 4:44         |
| 3.                  | «Just Stop Oil»                   |                           | 4:00         |
| 4.                  | «Aryan Embarrassment»             |                           | 5:59         |
| 5.                  | «TV Song 1/6 Edition»             |                           | 3:19         |
| 6.                  | «New Religion»                    |                           | 5:06         |
| 7.                  | «It's Not Pretty»                 |                           | 5:06         |
| 8.                  | «Cult of Suffering»               |                           | 6:13         |
| 9.                  | «Ricky's Hand» (кавер Fad Gadget) | Fad Gadget, Дэниел Миллер | 3:42         |
| Общая длительность: | Общая длительность:               | Общая длительность:       | 42:37        |

## Участники записи

### Ministry
- Эл Йоргенсен — вокал, гитары (1-4, 6-8), клавишные (2-7, 9), брейк-бас (7), бас (8), орган (8)
- Цезарь Сото — гитары (2-3, 5-7), бас (2-3, 5-6)
- Монте Питтман[англ.] — гитары (1-3, 9), бас (1, 9), бэк-вокал (1, 3-5, 7, 9), дополнительный бэк-вокал (2)
- Пол Д’Амур — бас (7), гитары (7)
- Джон Бехдель — клавишные (9), бэк-вокал (9)
- Рой Майорга — ударные (1, 3, 6)

### Дополнительный персонал
- Майкл Розон — программирование (1, 3-7), дополнительный бэк-вокал (1, 3), программирование ударных (2, 8), бэк-вокал (2, 4-7)
- Аттикус Питтман — дополнительный бэк-вокал (2)
- Пеппер Кинан[англ.] — вокал (2)
- Лиз Уолтон — бэк-вокал (4, 7, 8)
- Билли Моррисон[англ.] — гитары (4)
- Джелло Биафра — вокал (4)
- Дез Кучиара — вокал (7), бэк-вокал (8)
- Джошуа Рэй[англ.] — художественная декламация (7)
- Виктория Эспиноза — бэк-вокал (8)
- Чарли Клоузер — клавишные (8, 9)
- Евгений Гудзь — вокал (8)

### Производство
- Эл Йоргенсен — продюсирование
- Майкл Розон — звукорежиссёр
- Алекс Рябой — дополнительная звукорежиссура (8)
- Рой Майорга — дополнительная звукорежиссура (1, 3, 6)
- Билли Моррисон — обложка
- Бан Гарсия — проектирование

## Чарты
| Чарт (2024)                                   | Высшая позиция |
| --------------------------------------------- | -------------- |
| Австралия (ARIA)                              | 51             |
| Германия (Offizielle Top 100)                 | 30             |
| Шотландия (Scottish Albums Chart)             | 38             |
| Швейцария (Schweizer Hitparade)               | 49             |
| Великобритания (UK Digital Albums Chart)      | 32             |
| Великобритания (UK Independent Albums Chart)  | 12             |
| Великобритания (UK Rock & Metal Albums Chart) | 6              |